# Critério do Dauphiné de 2018
A 70.ª edição do Critério do Dauphiné celebrou-se entre 3 e 10 de junho de 2018 na França com início na cidade de Valence e final na cidade de Saint-Gervais. O percurso consistiu de um prólogo e 7 etapas sobre uma distância total de 951,6 km.
A corrida fez parte do UCI WorldTour de 2018 calendário ciclístico de máximo nível mundial, sendo a vigésima terceira corrida de dito circuito e foi vencida pelo ciclista britânico Geraint Thomas da equipa Sky. O pódio completaram-no o também britânico Adam Yates da equipa Mitchelton-Scott e o ciclista francês Romain Bardet da equipa AG2R La Mondiale.

## Equipas participantes
Tomaram parte na corrida 22 equipas: 18 de categoria UCI WorldTeam; e 4 de categoria Profissional Continental. Formando assim um pelotão de 154 ciclistas dos que terminaram 112. As equipas participantes foram:
| Equipes WorldTeam (18)- AG2R La Mondiale - Astana - Bahrain-Merida - BMC Racing Team - Bora-Hansgrohe - Groupama-FDJ - Lotto Soudal - Mitchelton-Scott - Movistar Team - Quick-Step Floors - Dimension Data - EF Education First-Drapac p/b Cannondale - Katusha-Alpecin - Lotto NL-Jumbo - Sky - Team Sunweb - Trek-Segafredo - UAE Team Emirates Equipes profissionais Continentais (4)- Cofidis, Solutions Crédits - Fortuneo-Samsic - Vital Concept - Wanty-Groupe Gobert |
| |

## Percorrido
O Critério do Dauphiné dispôs de sete etapas para um percurso total de 951,6 quilómetros, dividido numa contrarrelógio individual, duas etapas em media montanha, quatro etapas de alta montanha e uma contrarrelógio por equipas.
| Etapa   | Data    | Percurso                           | type                       | Distância (km) | Vencedor           | Líder geral        |
| ------- | ------- | ---------------------------------- | -------------------------- | -------------- | ------------------ | ------------------ |
| Prólogo | 3 jun.  | Valence – Valence                  | prólogo                    | 6,6            | Michał Kwiatkowski | Michał Kwiatkowski |
| 1       | 4 jun.  | Valence – Saint-Just-Saint-Rambert | etapa escarpada            | 179            | Daryl Impey        | Michał Kwiatkowski |
| 2       | 5 jun.  | Montbrison – Belleville            | etapa escarpada            | 180,5          | Pascal Ackermann   | Daryl Impey        |
| 3       | 6 jun.  | Pont-de-Vaux – Louhans             | contrarrelógio por equipes | 35             | Sky                | Michał Kwiatkowski |
| 4       | 7 jun.  | Chazey-sur-Ain – Lans-en-Vercors   | alta montanha              | 181            | Julian Alaphilippe | Gianni Moscon      |
| 5       | 8 jun.  | Grenoble – Valmorel                | alta montanha              | 130,5          | Daniel Martin      | Geraint Thomas     |
| 6       | 9 jun.  | Frontenex – Espace San Bernardo    | alta montanha              | 110            | Pello Bilbao       | Geraint Thomas     |
| 7       | 10 jun. | Moûtiers – Saint-Gervais           | alta montanha              | 129            | Adam Yates         | Geraint Thomas     |

## Desenvolvimento da corrida

### Prólogo
| Valence - Valence | prólogo | (6,6 km) |

| \| Classificação por etapas \| Classificação por etapas \| Classificação por etapas \| Classificação por etapas \| Classificação por etapas \| \| Ciclista \| Ciclista \| Equipe \| Tempo \| \| \| ------------------------ \| ------------------------ \| ------------------------ \| ------------------------ \| ------------------------ \| \| 1. \| Michał Kwiatkowski \| Team Sky \| 7m25s \| \| \| 2. \| Jos van Emden \| LottoNL-Jumbo \| + 1s \| \| \| 3. \| Gianni Moscon \| Team Sky \| + 3s \| \| \| 4. \| Victor Campenaerts \| Lotto-Soudal \| + 5s \| \| \| 5. \| Patrick Bevin \| BMC Racing Team \| + 5s \| \| \| 6. \| Matthias Brändle \| Trek-Segafredo \| + 6s \| \| \| 7. \| Bob Jungels \| Quick-Step Floors \| + 7s \| \| \| 8. \| Jens Keukeleire \| Lotto-Soudal \| + 9s \| \| \| 9. \| Jonathan Castroviejo \| Team Sky \| + 9s \| \| \| 10. \| Brent Bookwalter \| BMC Racing Team \| + 11s \| \| |                      |                   |       |
| |                      |                   |       |
| |                      |                   |       |
| Classificação por etapas |                      |                   |       |
| Ciclista | Ciclista             | Equipe            | Tempo |
| 1. | Michał Kwiatkowski   | Team Sky          | 7m25s |
| 2. | Jos van Emden        | LottoNL-Jumbo     | + 1s  |
| 3. | Gianni Moscon        | Team Sky          | + 3s  |
| 4. | Victor Campenaerts   | Lotto-Soudal      | + 5s  |
| 5. | Patrick Bevin        | BMC Racing Team   | + 5s  |
| 6. | Matthias Brändle     | Trek-Segafredo    | + 6s  |
| 7. | Bob Jungels          | Quick-Step Floors | + 7s  |
| 8. | Jens Keukeleire      | Lotto-Soudal      | + 9s  |
| 9. | Jonathan Castroviejo | Team Sky          | + 9s  |
| 10. | Brent Bookwalter     | BMC Racing Team   | + 11s |

| \| Classificação geral \| Classificação geral \| Classificação geral \| Classificação geral \| Classificação geral \| \| Ciclista \| Ciclista \| Equipe \| Tempo \| \| \| ------------------- \| -------------------- \| ------------------- \| ------------------- \| ------------------- \| \| 1. \| Michał Kwiatkowski \| Team Sky \| 7m25s \| \| \| 2. \| Jos van Emden \| LottoNL-Jumbo \| + 1s \| \| \| 3. \| Gianni Moscon \| Team Sky \| + 3s \| \| \| 4. \| Victor Campenaerts \| Lotto-Soudal \| + 5s \| \| \| 5. \| Patrick Bevin \| BMC Racing Team \| + 5s \| \| \| 6. \| Matthias Brändle \| Trek-Segafredo \| + 6s \| \| \| 7. \| Bob Jungels \| Quick-Step Floors \| + 7s \| \| \| 8. \| Jens Keukeleire \| Lotto-Soudal \| + 9s \| \| \| 9. \| Jonathan Castroviejo \| Team Sky \| + 9s \| \| \| 10. \| Brent Bookwalter \| BMC Racing Team \| + 11s \| \| |                      |                   |       |
| |                      |                   |       |
| |                      |                   |       |
| Classificação geral |                      |                   |       |
| Ciclista | Ciclista             | Equipe            | Tempo |
| 1. | Michał Kwiatkowski   | Team Sky          | 7m25s |
| 2. | Jos van Emden        | LottoNL-Jumbo     | + 1s  |
| 3. | Gianni Moscon        | Team Sky          | + 3s  |
| 4. | Victor Campenaerts   | Lotto-Soudal      | + 5s  |
| 5. | Patrick Bevin        | BMC Racing Team   | + 5s  |
| 6. | Matthias Brändle     | Trek-Segafredo    | + 6s  |
| 7. | Bob Jungels          | Quick-Step Floors | + 7s  |
| 8. | Jens Keukeleire      | Lotto-Soudal      | + 9s  |
| 9. | Jonathan Castroviejo | Team Sky          | + 9s  |
| 10. | Brent Bookwalter     | BMC Racing Team   | + 11s |

### 1.ª etapa
| Valence - Saint-Just-Saint-Rambert | etapa escarpada | (179 km) |

| \| Classificação por etapas \| Classificação por etapas \| Classificação por etapas \| Classificação por etapas \| Classificação por etapas \| \| Ciclista \| Ciclista \| Equipe \| Tempo \| \| \| ------------------------ \| ------------------------ \| -------------------------- \| ------------------------ \| ------------------------ \| \| 1. \| Daryl Impey \| Mitchelton-Scott \| 4h24m26s \| \| \| 2. \| Julian Alaphilippe \| Quick-Step Floors \| + 0s \| \| \| 3. \| Pascal Ackermann \| Bora-Hansgrohe \| + 0s \| \| \| 4. \| Tiesj Benoot \| Lotto-Soudal \| + 0s \| \| \| 5. \| Michał Kwiatkowski \| Team Sky \| + 0s \| \| \| 6. \| Jesús Herrada \| Cofidis, Solutions Crédits \| + 0s \| \| \| 7. \| Damiano Caruso \| BMC Racing Team \| + 0s \| \| \| 8. \| Xandro Meurisse \| Wanty-Groupe Gobert \| + 0s \| \| \| 9. \| Mike Teunissen \| Team Sunweb \| + 0s \| \| \| 10. \| Jaime Rosón \| Movistar Team \| + 0s \| \| |                    |                            |          |
| |                    |                            |          |
| |                    |                            |          |
| Classificação por etapas |                    |                            |          |
| Ciclista | Ciclista           | Equipe                     | Tempo    |
| 1. | Daryl Impey        | Mitchelton-Scott           | 4h24m26s |
| 2. | Julian Alaphilippe | Quick-Step Floors          | + 0s     |
| 3. | Pascal Ackermann   | Bora-Hansgrohe             | + 0s     |
| 4. | Tiesj Benoot       | Lotto-Soudal               | + 0s     |
| 5. | Michał Kwiatkowski | Team Sky                   | + 0s     |
| 6. | Jesús Herrada      | Cofidis, Solutions Crédits | + 0s     |
| 7. | Damiano Caruso     | BMC Racing Team            | + 0s     |
| 8. | Xandro Meurisse    | Wanty-Groupe Gobert        | + 0s     |
| 9. | Mike Teunissen     | Team Sunweb                | + 0s     |
| 10. | Jaime Rosón        | Movistar Team              | + 0s     |

| \| Classificação geral \| Classificação geral \| Classificação geral \| Classificação geral \| Classificação geral \| \| Ciclista \| Ciclista \| Equipe \| Tempo \| \| \| ------------------- \| -------------------- \| ------------------- \| ------------------- \| ------------------- \| \| 1. \| Michał Kwiatkowski \| Team Sky \| 4h31m51s \| \| \| 2. \| Daryl Impey \| Mitchelton-Scott \| + 2s \| \| \| 3. \| Gianni Moscon \| Team Sky \| + 3s \| \| \| 4. \| Bob Jungels \| Quick-Step Floors \| + 7s \| \| \| 5. \| Julian Alaphilippe \| Quick-Step Floors \| + 8s \| \| \| 6. \| Jens Keukeleire \| Lotto-Soudal \| + 9s \| \| \| 7. \| Jonathan Castroviejo \| Team Sky \| + 9s \| \| \| 8. \| Brent Bookwalter \| BMC Racing Team \| + 11s \| \| \| 9. \| Mike Teunissen \| Team Sunweb \| + 13s \| \| \| 10. \| Damiano Caruso \| BMC Racing Team \| + 15s \| \| |                      |                   |          |
| |                      |                   |          |
| |                      |                   |          |
| Classificação geral |                      |                   |          |
| Ciclista | Ciclista             | Equipe            | Tempo    |
| 1. | Michał Kwiatkowski   | Team Sky          | 4h31m51s |
| 2. | Daryl Impey          | Mitchelton-Scott  | + 2s     |
| 3. | Gianni Moscon        | Team Sky          | + 3s     |
| 4. | Bob Jungels          | Quick-Step Floors | + 7s     |
| 5. | Julian Alaphilippe   | Quick-Step Floors | + 8s     |
| 6. | Jens Keukeleire      | Lotto-Soudal      | + 9s     |
| 7. | Jonathan Castroviejo | Team Sky          | + 9s     |
| 8. | Brent Bookwalter     | BMC Racing Team   | + 11s    |
| 9. | Mike Teunissen       | Team Sunweb       | + 13s    |
| 10. | Damiano Caruso       | BMC Racing Team   | + 15s    |

### 2.ª etapa
| Montbrison - Belleville | etapa escarpada | (180,5 km) |

| \| Classificação por etapas \| Classificação por etapas \| Classificação por etapas \| Classificação por etapas \| Classificação por etapas \| \| Ciclista \| Ciclista \| Equipe \| Tempo \| \| \| ------------------------ \| ------------------------ \| -------------------------- \| ------------------------ \| ------------------------ \| \| 1. \| Pascal Ackermann \| Bora-Hansgrohe \| 4h19m57s \| \| \| 2. \| Edvald Boasson Hagen \| Dimension Data \| + 0s \| \| \| 3. \| Daryl Impey \| Mitchelton-Scott \| + 0s \| \| \| 4. \| Oliver Naesen \| AG2R La Mondiale \| + 0s \| \| \| 5. \| Jens Keukeleire \| Lotto-Soudal \| + 0s \| \| \| 6. \| Julien Simon \| Cofidis, Solutions Crédits \| + 0s \| \| \| 7. \| Dion Smith \| Wanty-Groupe Gobert \| + 0s \| \| \| 8. \| Patrick Bevin \| BMC Racing Team \| + 0s \| \| \| 9. \| Toms Skujiņš \| Trek-Segafredo \| + 0s \| \| \| 10. \| Romain Hardy \| Fortuneo-Samsic \| + 0s \| \| |                      |                            |          |
| |                      |                            |          |
| |                      |                            |          |
| Classificação por etapas |                      |                            |          |
| Ciclista | Ciclista             | Equipe                     | Tempo    |
| 1. | Pascal Ackermann     | Bora-Hansgrohe             | 4h19m57s |
| 2. | Edvald Boasson Hagen | Dimension Data             | + 0s     |
| 3. | Daryl Impey          | Mitchelton-Scott           | + 0s     |
| 4. | Oliver Naesen        | AG2R La Mondiale           | + 0s     |
| 5. | Jens Keukeleire      | Lotto-Soudal               | + 0s     |
| 6. | Julien Simon         | Cofidis, Solutions Crédits | + 0s     |
| 7. | Dion Smith           | Wanty-Groupe Gobert        | + 0s     |
| 8. | Patrick Bevin        | BMC Racing Team            | + 0s     |
| 9. | Toms Skujiņš         | Trek-Segafredo             | + 0s     |
| 10. | Romain Hardy         | Fortuneo-Samsic            | + 0s     |

| \| Classificação geral \| Classificação geral \| Classificação geral \| Classificação geral \| Classificação geral \| \| Ciclista \| Ciclista \| Equipe \| Tempo \| \| \| ------------------- \| -------------------- \| ------------------- \| ------------------- \| ------------------- \| \| 1. \| Daryl Impey \| Mitchelton-Scott \| 8h51m46s \| \| \| 2. \| Michał Kwiatkowski \| Team Sky \| + 2s \| \| \| 3. \| Gianni Moscon \| Team Sky \| + 5s \| \| \| 4. \| Bob Jungels \| Quick-Step Floors \| + 9s \| \| \| 5. \| Julian Alaphilippe \| Quick-Step Floors \| + 10s \| \| \| 6. \| Jens Keukeleire \| Lotto-Soudal \| + 11s \| \| \| 7. \| Jonathan Castroviejo \| Team Sky \| + 11s \| \| \| 8. \| Brent Bookwalter \| BMC Racing Team \| + 13s \| \| \| 9. \| Edvald Boasson Hagen \| Dimension Data \| + 14s \| \| \| 10. \| Damiano Caruso \| BMC Racing Team \| + 17s \| \| |                      |                   |          |
| |                      |                   |          |
| |                      |                   |          |
| Classificação geral |                      |                   |          |
| Ciclista | Ciclista             | Equipe            | Tempo    |
| 1. | Daryl Impey          | Mitchelton-Scott  | 8h51m46s |
| 2. | Michał Kwiatkowski   | Team Sky          | + 2s     |
| 3. | Gianni Moscon        | Team Sky          | + 5s     |
| 4. | Bob Jungels          | Quick-Step Floors | + 9s     |
| 5. | Julian Alaphilippe   | Quick-Step Floors | + 10s    |
| 6. | Jens Keukeleire      | Lotto-Soudal      | + 11s    |
| 7. | Jonathan Castroviejo | Team Sky          | + 11s    |
| 8. | Brent Bookwalter     | BMC Racing Team   | + 13s    |
| 9. | Edvald Boasson Hagen | Dimension Data    | + 14s    |
| 10. | Damiano Caruso       | BMC Racing Team   | + 17s    |

### 3.ª etapa
| Pont-de-Vaux - Louhans | contrarrelógio por equipes | (35 km) |

| \| Classificação por etapas \| Classificação por etapas \| Classificação por etapas \| Classificação por etapas \| Classificação por etapas \| Classificação por etapas \| \| Equipe \| Equipe \| Tempo \| Intervalo de tempo \| Rapidez \| \| \| ------------------------ \| ------------------------ \| ------------------------ \| ------------------------ \| ------------------------ \| ------------------------ \| \| 1. \| Sky \| 36m33s \| 0s \| 57.456 km/h \| \| \| 2. \| BMC Racing Team \| 37m11s \| + 38s \| 56.477 km/h \| \| \| 3. \| Lotto Soudal \| 37m26s \| + 53s \| 56.100 km/h \| \| \| 4. \| Mitchelton-Scott \| 37m29s \| + 56s \| 56.025 km/h \| \| \| 5. \| Quick-Step Floors \| 37m35s \| + 1m02s \| 55.876 km/h \| \| \| 6. \| Trek-Segafredo \| 38m00s \| + 1m27s \| 55.263 km/h \| \| \| 7. \| AG2R La Mondiale \| 38m03s \| + 1m30s \| 55.191 km/h \| \| \| 8. \| Movistar Team \| 38m04s \| + 1m31s \| 55.166 km/h \| \| \| 9. \| Lotto NL-Jumbo \| 38m06s \| + 1m33s \| 55.118 km/h \| \| \| 10. \| Groupama-FDJ \| 38m07s \| + 1m34s \| 55.094 km/h \| \| |                   |        |                    |             |
| |                   |        |                    |             |
| |                   |        |                    |             |
| Classificação por etapas |                   |        |                    |             |
| Equipe | Equipe            | Tempo  | Intervalo de tempo | Rapidez     |
| 1. | Sky               | 36m33s | 0s                 | 57.456 km/h |
| 2. | BMC Racing Team   | 37m11s | + 38s              | 56.477 km/h |
| 3. | Lotto Soudal      | 37m26s | + 53s              | 56.100 km/h |
| 4. | Mitchelton-Scott  | 37m29s | + 56s              | 56.025 km/h |
| 5. | Quick-Step Floors | 37m35s | + 1m02s            | 55.876 km/h |
| 6. | Trek-Segafredo    | 38m00s | + 1m27s            | 55.263 km/h |
| 7. | AG2R La Mondiale  | 38m03s | + 1m30s            | 55.191 km/h |
| 8. | Movistar Team     | 38m04s | + 1m31s            | 55.166 km/h |
| 9. | Lotto NL-Jumbo    | 38m06s | + 1m33s            | 55.118 km/h |
| 10. | Groupama-FDJ      | 38m07s | + 1m34s            | 55.094 km/h |

| \| Classificação geral \| Classificação geral \| Classificação geral \| Classificação geral \| Classificação geral \| \| Ciclista \| Ciclista \| Equipe \| Tempo \| \| \| ------------------- \| -------------------- \| ------------------- \| ------------------- \| ------------------- \| \| 1. \| Michał Kwiatkowski \| Team Sky \| 9h28m21s \| \| \| 2. \| Gianni Moscon \| Team Sky \| + 3s \| \| \| 3. \| Jonathan Castroviejo \| Team Sky \| + 9s \| \| \| 4. \| Geraint Thomas \| Team Sky \| + 21s \| \| \| 5. \| Brent Bookwalter \| BMC Racing Team \| + 48s \| \| \| 6. \| Damiano Caruso \| BMC Racing Team \| + 52s \| \| \| 7. \| Joey Rosskopf \| BMC Racing Team \| + 53s \| \| \| 8. \| Daryl Impey \| Mitchelton-Scott \| + 54s \| \| \| 9. \| Jens Keukeleire \| Lotto-Soudal \| + 1m01s \| \| \| 10. \| Bob Jungels \| Quick-Step Floors \| + 1m08s \| \| |                      |                   |          |
| |                      |                   |          |
| |                      |                   |          |
| Classificação geral |                      |                   |          |
| Ciclista | Ciclista             | Equipe            | Tempo    |
| 1. | Michał Kwiatkowski   | Team Sky          | 9h28m21s |
| 2. | Gianni Moscon        | Team Sky          | + 3s     |
| 3. | Jonathan Castroviejo | Team Sky          | + 9s     |
| 4. | Geraint Thomas       | Team Sky          | + 21s    |
| 5. | Brent Bookwalter     | BMC Racing Team   | + 48s    |
| 6. | Damiano Caruso       | BMC Racing Team   | + 52s    |
| 7. | Joey Rosskopf        | BMC Racing Team   | + 53s    |
| 8. | Daryl Impey          | Mitchelton-Scott  | + 54s    |
| 9. | Jens Keukeleire      | Lotto-Soudal      | + 1m01s  |
| 10. | Bob Jungels          | Quick-Step Floors | + 1m08s  |

### 4.ª etapa
| Chazey-sur-Ain - Lans-en-Vercors | alta montanha | (181 km) |

| \| Classificação por etapas \| Classificação por etapas \| Classificação por etapas \| Classificação por etapas \| Classificação por etapas \| \| Ciclista \| Ciclista \| Equipe \| Tempo \| \| \| ------------------------ \| ------------------------ \| ------------------------ \| ------------------------ \| ------------------------ \| \| 1. \| Julian Alaphilippe \| Quick-Step Floors \| 4h26m58s \| \| \| 2. \| Daniel Martin \| UAE Team Emirates \| + 0s \| \| \| 3. \| Geraint Thomas \| Team Sky \| + 0s \| \| \| 4. \| Romain Bardet \| AG2R La Mondiale \| + 0s \| \| \| 5. \| Pierre Latour \| AG2R La Mondiale \| + 5s \| \| \| 6. \| Adam Yates \| Mitchelton-Scott \| + 5s \| \| \| 7. \| Emanuel Buchmann \| Bora-Hansgrohe \| + 5s \| \| \| 8. \| Guillaume Martin \| Wanty-Groupe Gobert \| + 8s \| \| \| 9. \| Gianni Moscon \| Team Sky \| + 8s \| \| \| 10. \| Tiesj Benoot \| Lotto-Soudal \| + 8s \| \| |                    |                     |          |
| |                    |                     |          |
| |                    |                     |          |
| Classificação por etapas |                    |                     |          |
| Ciclista | Ciclista           | Equipe              | Tempo    |
| 1. | Julian Alaphilippe | Quick-Step Floors   | 4h26m58s |
| 2. | Daniel Martin      | UAE Team Emirates   | + 0s     |
| 3. | Geraint Thomas     | Team Sky            | + 0s     |
| 4. | Romain Bardet      | AG2R La Mondiale    | + 0s     |
| 5. | Pierre Latour      | AG2R La Mondiale    | + 5s     |
| 6. | Adam Yates         | Mitchelton-Scott    | + 5s     |
| 7. | Emanuel Buchmann   | Bora-Hansgrohe      | + 5s     |
| 8. | Guillaume Martin   | Wanty-Groupe Gobert | + 8s     |
| 9. | Gianni Moscon      | Team Sky            | + 8s     |
| 10. | Tiesj Benoot       | Lotto-Soudal        | + 8s     |

| \| Classificação geral \| Classificação geral \| Classificação geral \| Classificação geral \| Classificação geral \| \| Ciclista \| Ciclista \| Equipe \| Tempo \| \| \| ------------------- \| ------------------- \| ------------------- \| ------------------- \| ------------------- \| \| 1. \| Gianni Moscon \| Team Sky \| 13h55m30s \| \| \| 2. \| Michał Kwiatkowski \| Team Sky \| + 6s \| \| \| 3. \| Geraint Thomas \| Team Sky \| + 6s \| \| \| 4. \| Julian Alaphilippe \| Quick-Step Floors \| + 48s \| \| \| 5. \| Damiano Caruso \| BMC Racing Team \| + 49s \| \| \| 6. \| Bob Jungels \| Quick-Step Floors \| + 1m05s \| \| \| 7. \| Adam Yates \| Mitchelton-Scott \| + 1m11s \| \| \| 8. \| Tiesj Benoot \| Lotto-Soudal \| + 1m13s \| \| \| 9. \| Romain Bardet \| AG2R La Mondiale \| + 1m41s \| \| \| 10. \| Marc Soler \| Movistar Team \| + 1m48s \| \| |                    |                   |           |
| |                    |                   |           |
| |                    |                   |           |
| Classificação geral |                    |                   |           |
| Ciclista | Ciclista           | Equipe            | Tempo     |
| 1. | Gianni Moscon      | Team Sky          | 13h55m30s |
| 2. | Michał Kwiatkowski | Team Sky          | + 6s      |
| 3. | Geraint Thomas     | Team Sky          | + 6s      |
| 4. | Julian Alaphilippe | Quick-Step Floors | + 48s     |
| 5. | Damiano Caruso     | BMC Racing Team   | + 49s     |
| 6. | Bob Jungels        | Quick-Step Floors | + 1m05s   |
| 7. | Adam Yates         | Mitchelton-Scott  | + 1m11s   |
| 8. | Tiesj Benoot       | Lotto-Soudal      | + 1m13s   |
| 9. | Romain Bardet      | AG2R La Mondiale  | + 1m41s   |
| 10. | Marc Soler         | Movistar Team     | + 1m48s   |

### 5.ª etapa
| Grenoble - Valmorel | alta montanha | (130,5 km) |

| \| Classificação por etapas \| Classificação por etapas \| Classificação por etapas \| Classificação por etapas \| Classificação por etapas \| \| Ciclista \| Ciclista \| Equipe \| Tempo \| \| \| ------------------------ \| ------------------------ \| -------------------------- \| ------------------------ \| ------------------------ \| \| 1. \| Daniel Martin \| UAE Team Emirates \| 3h21m19s \| \| \| 2. \| Geraint Thomas \| Team Sky \| + 4s \| \| \| 3. \| Adam Yates \| Mitchelton-Scott \| + 15s \| \| \| 4. \| Emanuel Buchmann \| Bora-Hansgrohe \| + 16s \| \| \| 5. \| Daniel Navarro \| Cofidis, Solutions Crédits \| + 16s \| \| \| 6. \| Romain Bardet \| AG2R La Mondiale \| + 16s \| \| \| 7. \| Damiano Caruso \| BMC Racing Team \| + 24s \| \| \| 8. \| Ilnur Zakarin \| Katusha-Alpecin \| + 24s \| \| \| 9. \| Guillaume Martin \| Wanty-Groupe Gobert \| + 26s \| \| \| 10. \| Antwan Tolhoek \| LottoNL-Jumbo \| + 26s \| \| |                  |                            |          |
| |                  |                            |          |
| |                  |                            |          |
| Classificação por etapas |                  |                            |          |
| Ciclista | Ciclista         | Equipe                     | Tempo    |
| 1. | Daniel Martin    | UAE Team Emirates          | 3h21m19s |
| 2. | Geraint Thomas   | Team Sky                   | + 4s     |
| 3. | Adam Yates       | Mitchelton-Scott           | + 15s    |
| 4. | Emanuel Buchmann | Bora-Hansgrohe             | + 16s    |
| 5. | Daniel Navarro   | Cofidis, Solutions Crédits | + 16s    |
| 6. | Romain Bardet    | AG2R La Mondiale           | + 16s    |
| 7. | Damiano Caruso   | BMC Racing Team            | + 24s    |
| 8. | Ilnur Zakarin    | Katusha-Alpecin            | + 24s    |
| 9. | Guillaume Martin | Wanty-Groupe Gobert        | + 26s    |
| 10. | Antwan Tolhoek   | LottoNL-Jumbo              | + 26s    |

| \| Classificação geral \| Classificação geral \| Classificação geral \| Classificação geral \| Classificação geral \| \| Ciclista \| Ciclista \| Equipe \| Tempo \| \| \| ------------------- \| ------------------- \| ------------------- \| ------------------- \| ------------------- \| \| 1. \| Geraint Thomas \| Team Sky \| 17h16m53s \| \| \| 2. \| Damiano Caruso \| BMC Racing Team \| + 1m09s \| \| \| 3. \| Gianni Moscon \| Team Sky \| + 1m09s \| \| \| 4. \| Julian Alaphilippe \| Quick-Step Floors \| + 1m10s \| \| \| 5. \| Michał Kwiatkowski \| Team Sky \| + 1m15s \| \| \| 6. \| Adam Yates \| Mitchelton-Scott \| + 1m18s \| \| \| 7. \| Romain Bardet \| AG2R La Mondiale \| + 1m53s \| \| \| 8. \| Bob Jungels \| Quick-Step Floors \| + 2m03s \| \| \| 9. \| Marc Soler \| Movistar Team \| + 2m10s \| \| \| 10. \| Emanuel Buchmann \| Bora-Hansgrohe \| + 2m23s \| \| |                    |                   |           |
| |                    |                   |           |
| |                    |                   |           |
| Classificação geral |                    |                   |           |
| Ciclista | Ciclista           | Equipe            | Tempo     |
| 1. | Geraint Thomas     | Team Sky          | 17h16m53s |
| 2. | Damiano Caruso     | BMC Racing Team   | + 1m09s   |
| 3. | Gianni Moscon      | Team Sky          | + 1m09s   |
| 4. | Julian Alaphilippe | Quick-Step Floors | + 1m10s   |
| 5. | Michał Kwiatkowski | Team Sky          | + 1m15s   |
| 6. | Adam Yates         | Mitchelton-Scott  | + 1m18s   |
| 7. | Romain Bardet      | AG2R La Mondiale  | + 1m53s   |
| 8. | Bob Jungels        | Quick-Step Floors | + 2m03s   |
| 9. | Marc Soler         | Movistar Team     | + 2m10s   |
| 10. | Emanuel Buchmann   | Bora-Hansgrohe    | + 2m23s   |

### 6.ª etapa
| Frontenex - Espace San Bernardo | alta montanha | (110 km) |

| \| Classificação por etapas \| Classificação por etapas \| Classificação por etapas \| Classificação por etapas \| Classificação por etapas \| \| Ciclista \| Ciclista \| Equipe \| Tempo \| \| \| ------------------------ \| ------------------------ \| ------------------------ \| ------------------------ \| ------------------------ \| \| 1. \| Pello Bilbao \| Astana \| 3h34m11s \| \| \| 2. \| Geraint Thomas \| Team Sky \| + 21s \| \| \| 3. \| Daniel Martin \| UAE Team Emirates \| + 23s \| \| \| 4. \| Romain Bardet \| AG2R La Mondiale \| + 23s \| \| \| 5. \| Adam Yates \| Mitchelton-Scott \| + 26s \| \| \| 6. \| Emanuel Buchmann \| Bora-Hansgrohe \| + 1m02s \| \| \| 7. \| Ilnur Zakarin \| Katusha-Alpecin \| + 1m20s \| \| \| 8. \| Pierre Latour \| AG2R La Mondiale \| + 1m40s \| \| \| 9. \| Tao Geoghegan Hart \| Team Sky \| + 1m45s \| \| \| 10. \| Valerio Conti \| UAE Team Emirates \| + 1m45s \| \| |                    |                   |          |
| |                    |                   |          |
| |                    |                   |          |
| Classificação por etapas |                    |                   |          |
| Ciclista | Ciclista           | Equipe            | Tempo    |
| 1. | Pello Bilbao       | Astana            | 3h34m11s |
| 2. | Geraint Thomas     | Team Sky          | + 21s    |
| 3. | Daniel Martin      | UAE Team Emirates | + 23s    |
| 4. | Romain Bardet      | AG2R La Mondiale  | + 23s    |
| 5. | Adam Yates         | Mitchelton-Scott  | + 26s    |
| 6. | Emanuel Buchmann   | Bora-Hansgrohe    | + 1m02s  |
| 7. | Ilnur Zakarin      | Katusha-Alpecin   | + 1m20s  |
| 8. | Pierre Latour      | AG2R La Mondiale  | + 1m40s  |
| 9. | Tao Geoghegan Hart | Team Sky          | + 1m45s  |
| 10. | Valerio Conti      | UAE Team Emirates | + 1m45s  |

| \| Classificação geral \| Classificação geral \| Classificação geral \| Classificação geral \| Classificação geral \| \| Ciclista \| Ciclista \| Equipe \| Tempo \| \| \| ------------------- \| ------------------- \| ------------------------- \| ------------------- \| ------------------- \| \| 1. \| Geraint Thomas \| Team Sky \| 20h51m19s \| \| \| 2. \| Adam Yates \| Mitchelton-Scott \| + 1m29s \| \| \| 3. \| Romain Bardet \| AG2R La Mondiale \| + 2m01s \| \| \| 4. \| Daniel Martin \| UAE Team Emirates \| + 2m30s \| \| \| 5. \| Damiano Caruso \| BMC Racing Team \| + 2m39s \| \| \| 6. \| Emanuel Buchmann \| Bora-Hansgrohe \| + 3m10s \| \| \| 7. \| Ilnur Zakarin \| Katusha-Alpecin \| + 3m29s \| \| \| 8. \| Marc Soler \| Movistar Team \| + 3m40s \| \| \| 9. \| Pierre Latour \| AG2R La Mondiale \| + 3m49s \| \| \| 10. \| Pierre Rolland \| EF Education First-Drapac \| + 4m00s \| \| |                  |                           |           |
| |                  |                           |           |
| |                  |                           |           |
| Classificação geral |                  |                           |           |
| Ciclista | Ciclista         | Equipe                    | Tempo     |
| 1. | Geraint Thomas   | Team Sky                  | 20h51m19s |
| 2. | Adam Yates       | Mitchelton-Scott          | + 1m29s   |
| 3. | Romain Bardet    | AG2R La Mondiale          | + 2m01s   |
| 4. | Daniel Martin    | UAE Team Emirates         | + 2m30s   |
| 5. | Damiano Caruso   | BMC Racing Team           | + 2m39s   |
| 6. | Emanuel Buchmann | Bora-Hansgrohe            | + 3m10s   |
| 7. | Ilnur Zakarin    | Katusha-Alpecin           | + 3m29s   |
| 8. | Marc Soler       | Movistar Team             | + 3m40s   |
| 9. | Pierre Latour    | AG2R La Mondiale          | + 3m49s   |
| 10. | Pierre Rolland   | EF Education First-Drapac | + 4m00s   |

### 7.ª etapa
| Moûtiers - Saint-Gervais | alta montanha | (129 km) |

| \| Classificação por etapas \| Classificação por etapas \| Classificação por etapas \| Classificação por etapas \| Classificação por etapas \| \| Ciclista \| Ciclista \| Equipe \| Tempo \| \| \| ------------------------ \| ------------------------ \| -------------------------- \| ------------------------ \| ------------------------ \| \| 1. \| Adam Yates \| Mitchelton-Scott \| 3h51m34s \| \| \| 2. \| Daniel Navarro \| Cofidis, Solutions Crédits \| + 4s \| \| \| 3. \| Romain Bardet \| AG2R La Mondiale \| + 9s \| \| \| 4. \| Emanuel Buchmann \| Bora-Hansgrohe \| + 14s \| \| \| 5. \| Geraint Thomas \| Team Sky \| + 19s \| \| \| 6. \| Daniel Martin \| UAE Team Emirates \| + 24s \| \| \| 7. \| Damiano Caruso \| BMC Racing Team \| + 24s \| \| \| 8. \| Guillaume Martin \| Wanty-Groupe Gobert \| + 28s \| \| \| 9. \| Pierre Latour \| AG2R La Mondiale \| + 35s \| \| \| 10. \| Pierre Rolland \| EF Education First-Drapac \| + 41s \| \| |                  |                            |          |
| |                  |                            |          |
| |                  |                            |          |
| Classificação por etapas |                  |                            |          |
| Ciclista | Ciclista         | Equipe                     | Tempo    |
| 1. | Adam Yates       | Mitchelton-Scott           | 3h51m34s |
| 2. | Daniel Navarro   | Cofidis, Solutions Crédits | + 4s     |
| 3. | Romain Bardet    | AG2R La Mondiale           | + 9s     |
| 4. | Emanuel Buchmann | Bora-Hansgrohe             | + 14s    |
| 5. | Geraint Thomas   | Team Sky                   | + 19s    |
| 6. | Daniel Martin    | UAE Team Emirates          | + 24s    |
| 7. | Damiano Caruso   | BMC Racing Team            | + 24s    |
| 8. | Guillaume Martin | Wanty-Groupe Gobert        | + 28s    |
| 9. | Pierre Latour    | AG2R La Mondiale           | + 35s    |
| 10. | Pierre Rolland   | EF Education First-Drapac  | + 41s    |

## Classificações finais
As classificações finalizaram da seguinte forma:

### Classificação geral
| \| Classificação geral \| Classificação geral \| Classificação geral \| Classificação geral \| Classificação geral \| \| Ciclista \| Ciclista \| Equipe \| Tempo \| \| \| ------------------- \| ------------------- \| -------------------------- \| ------------------- \| ------------------- \| \| 1. \| Geraint Thomas \| Team Sky \| 24h43m12s \| \| \| 2. \| Adam Yates \| Mitchelton-Scott \| + 1m00s \| \| \| 3. \| Romain Bardet \| AG2R La Mondiale \| + 1m47s \| \| \| 4. \| Daniel Martin \| UAE Team Emirates \| + 2m35s \| \| \| 5. \| Damiano Caruso \| BMC Racing Team \| + 2m44s \| \| \| 6. \| Emanuel Buchmann \| Bora-Hansgrohe \| + 3m05s \| \| \| 7. \| Pierre Latour \| AG2R La Mondiale \| + 4m05s \| \| \| 8. \| Pierre Rolland \| EF Education First-Drapac \| + 4m22s \| \| \| 9. \| Daniel Navarro \| Cofidis, Solutions Crédits \| + 4m31s \| \| \| 10. \| Ilnur Zakarin \| Katusha-Alpecin \| + 4m45s \| \| |                  |                            |           |
| |                  |                            |           |
| Fonte: ProCyclingStats |                  |                            |           |
| Classificação geral |                  |                            |           |
| Ciclista | Ciclista         | Equipe                     | Tempo     |
| 1. | Geraint Thomas   | Team Sky                   | 24h43m12s |
| 2. | Adam Yates       | Mitchelton-Scott           | + 1m00s   |
| 3. | Romain Bardet    | AG2R La Mondiale           | + 1m47s   |
| 4. | Daniel Martin    | UAE Team Emirates          | + 2m35s   |
| 5. | Damiano Caruso   | BMC Racing Team            | + 2m44s   |
| 6. | Emanuel Buchmann | Bora-Hansgrohe             | + 3m05s   |
| 7. | Pierre Latour    | AG2R La Mondiale           | + 4m05s   |
| 8. | Pierre Rolland   | EF Education First-Drapac  | + 4m22s   |
| 9. | Daniel Navarro   | Cofidis, Solutions Crédits | + 4m31s   |
| 10. | Ilnur Zakarin    | Katusha-Alpecin            | + 4m45s   |

### Classificação por pontos
| Classificação por pontos | Classificação por pontos | Classificação por pontos | Classificação por pontos | Classificação por pontos |
| Ciclista                 | Ciclista                 | Equipe                   | Pontos                   |                          |
| ------------------------ | ------------------------ | ------------------------ | ------------------------ | ------------------------ |
| 1.                       | Daryl Impey              | Mitchelton-Scott         | 45 pts                   |                          |
| 2.                       | Daniel Martin            | UAE Team Emirates        | 42 pts                   |                          |
| 3.                       | Geraint Thomas           | Team Sky                 | 40 pts                   |                          |
| 4.                       | Julian Alaphilippe       | Quick-Step Floors        | 37 pts                   |                          |
| 5.                       | Adam Yates               | Mitchelton-Scott         | 36 pts                   |                          |
| 6.                       | Michał Kwiatkowski       | Team Sky                 | 31 pts                   |                          |
| 7.                       | Romain Bardet            | AG2R La Mondiale         | 31 pts                   |                          |
| 8.                       | Emanuel Buchmann         | Bora-Hansgrohe           | 25 pts                   |                          |
| 9.                       | Edvald Boasson Hagen     | Dimension Data           | 22 pts                   |                          |
| 10.                      | Damiano Caruso           | BMC Racing Team          | 20 pts                   |                          |

### Classificação da montanha
| Classificação da montanha | Classificação da montanha | Classificação da montanha  | Classificação da montanha | Classificação da montanha |
| Ciclista                  | Ciclista                  | Equipe                     | Pontos                    |                           |
| ------------------------- | ------------------------- | -------------------------- | ------------------------- | ------------------------- |
| 1.                        | Dario Cataldo             | Astana                     | 53 pts                    |                           |
| 2.                        | Pello Bilbao              | Astana                     | 37 pts                    |                           |
| 3.                        | Daniel Navarro            | Cofidis, Solutions Crédits | 28 pts                    |                           |
| 4.                        | Geraint Thomas            | Team Sky                   | 26 pts                    |                           |
| 5.                        | Daniel Martin             | UAE Team Emirates          | 25 pts                    |                           |
| 6.                        | Warren Barguil            | Fortuneo-Samsic            | 25 pts                    |                           |
| 7.                        | Adam Yates                | Mitchelton-Scott           | 22 pts                    |                           |
| 8.                        | David Gaudu               | Groupama-FDJ               | 21 pts                    |                           |
| 9.                        | Antwan Tolhoek            | LottoNL-Jumbo              | 20 pts                    |                           |
| 10.                       | Julian Alaphilippe        | Quick-Step Floors          | 19 pts                    |                           |

### Classificação do melhor jovem
| Classificação dos jovens | Classificação dos jovens | Classificação dos jovens | Classificação dos jovens | Classificação dos jovens |
| Ciclista                 | Ciclista                 | Equipe                   | Tempo                    |                          |
| ------------------------ | ------------------------ | ------------------------ | ------------------------ | ------------------------ |
| 1.                       | Pierre Latour            | AG2R La Mondiale         | 24h47m17s                |                          |
| 2.                       | Antwan Tolhoek           | LottoNL-Jumbo            | + 1m16s                  |                          |
| 3.                       | Guillaume Martin         | Wanty-Groupe Gobert      | + 1m49s                  |                          |
| 4.                       | Tao Geoghegan Hart       | Team Sky                 | + 3m00s                  |                          |
| 5.                       | Tiesj Benoot             | Lotto-Soudal             | + 4m29s                  |                          |
| 6.                       | Valerio Conti            | UAE Team Emirates        | + 4m55s                  |                          |
| 7.                       | Marc Soler               | Movistar Team            | + 5m20s                  |                          |
| 8.                       | Léo Vincent              | Groupama-FDJ             | + 7m08s                  |                          |
| 9.                       | Amanuel Gebrezgabihier   | Dimension Data           | + 16m29s                 |                          |
| 10.                      | Edward Ravasi            | UAE Team Emirates        | + 18m21s                 |                          |

### Classificação por equipas
| Classificação por equipes | Classificação por equipes  | Classificação por equipes | Classificação por equipes |
| Equipe                    | Equipe                     | Tempo                     |                           |
| ------------------------- | -------------------------- | ------------------------- | ------------------------- |
| 1.                        | Sky                        | 73h17m36s                 |                           |
| 2.                        | UAE Team Emirates          | + 7m18s                   |                           |
| 3.                        | AG2R La Mondiale           | + 10m50s                  |                           |
| 4.                        | Cofidis, Solutions Crédits | + 18m39s                  |                           |
| 5.                        | Katusha-Alpecin            | + 37m11s                  |                           |
| 6.                        | Wanty-Groupe Gobert        | + 43m49s                  |                           |
| 7.                        | Groupama-FDJ               | + 44m36s                  |                           |
| 8.                        | BMC Racing Team            | + 53m22s                  |                           |
| 9.                        | Astana                     | + 54m13s                  |                           |
| 10.                       | Mitchelton-Scott           | + 58m35s                  |                           |

## Evolução das classificações
| Etapa                 | Vencedor              | Classificação geral | Classificação por pontos | Classificação da montanha | Classificação dos jovens | Classificação por equipas |
| --------------------- | --------------------- | ------------------- | ------------------------ | ------------------------- | ------------------------ | ------------------------- |
| Prólogo]]             | Michał Kwiatkowski    | Michał Kwiatkowski  | Michał Kwiatkowski       | não se entregou           | Gianni Moscon            | Sky                       |
| 1.ª                   | Daryl Impey           | Michał Kwiatkowski  | Michał Kwiatkowski       | Brice Feillu              | Gianni Moscon            | Sky                       |
| 2.ª                   | Pascal Ackermann      | Daryl Impey         | Daryl Impey              | Brice Feillu              | Gianni Moscon            | Sky                       |
| 3.ª                   | Sky                   | Michał Kwiatkowski  | Daryl Impey              | Brice Feillu              | Gianni Moscon            | Sky                       |
| 4.ª                   | Julian Alaphilippe    | Gianni Moscon       | Daryl Impey              | Dario Cataldo             | Gianni Moscon            | Sky                       |
| 5.ª                   | Daniel Martin         | Geraint Thomas      | Daryl Impey              | Dario Cataldo             | Gianni Moscon            | Sky                       |
| 6.ª                   | Pello Bilbao          | Geraint Thomas      | Daryl Impey              | Dario Cataldo             | Marc Soler               | Sky                       |
| 7.ª                   | Adam Yates            | Geraint Thomas      | Daryl Impey              | Dario Cataldo             | Pierre Latour            | Sky                       |
| Classificações finais | Classificações finais | Geraint Thomas      | Daryl Impey              | Dario Cataldo             | Pierre Latour            | Sky                       |

## UCI World Ranking
O Critério do Dauphiné outorga pontos para o UCI WorldTour de 2018 e o UCI World Ranking, este último para corredores das equipas nas categorias UCI WorldTeam, Profissional Continental e Equipas Continentais. As seguintes tabelas mostram o barómetro de pontuação e os 10 corredores que obtiveram mais pontos:
| Posição             | 1.º | 2.º | 3.º | 4.º | 5.º | 6.º | 7.º | 8.º | 9.º | 10.º | 11.º | 12.º | 13.º | 14.º | 15.º | 16.º-20.º | 21.º-30.º | 31.º-50.º | 51.º-55.º | 56.º-60.º |
| Classificação geral | 500 | 400 | 325 | 275 | 225 | 175 | 150 | 125 | 100 | 85   | 70   | 60   | 50   | 40   | 35   | 30        | 20        | 10        | 5         | 3         |
| Por etapa           | 60  | 25  | 10  |     |     |     |     |     |     |      |      |      |      |      |      |           |           |           |           |           |
| Líder               | 10  |     |     |     |     |     |     |     |     |      |      |      |      |      |      |           |           |           |           |           |

| Classificação |                    |                            |       |       |       |        |
| Posição       | Ciclista           | Equipo                     | Geral | Etapa | Líder | Total  |
| ------------- | ------------------ | -------------------------- | ----- | ----- | ----- | ------ |
| 1.º           | Geraint Thomas     | Sky                        | 500   | 68,57 | 20    | 588,57 |
| 2.º           | Adam Yates         | Mitchelton-Scott           | 400   | 70    | -     | 470    |
| 3.º           | Daniel Martin      | UAE Emirates               | 275   | 95    | -     | 370    |
| 4.º           | Romain Bardet      | AG2R La Mondiale           | 325   | 10    | -     | 335    |
| 5.º           | Damiano Caruso     | BMC Racing                 | 225   | 3,57  | -     | 228,57 |
| 6.º           | Emanuel Buchmann   | Bora-Hansgrohe             | 175   | -     | -     | 175    |
| 7.º           | Pierre Latour      | AG2R La Mondiale           | 150   | -     | -     | 150    |
| 8.º           | Pierre Rolland     | EF Education First-Drapac  | 125   | -     | -     | 125    |
| 9.º           | Dani Navarro       | Cofidis, Solutions Crédits | 100   | 25    | -     | 125    |
| 10.º          | Michał Kwiatkowski | Sky                        | 10    | 68,57 | 30    | 108,57 |